# Ladislav Frko
Ladislav Frko (* 2. června 1950) je bývalý slovenský fotbalový obránce. Žije v Porúbce.

## Fotbalová kariéra
V československé lize hrál za ZVL Žilina. Gól v lize nedal.

## Ligová bilance
| Ročník                                   | Zápasy | Góly | Minuty | Klub       |
| ---------------------------------------- | ------ | ---- | ------ | ---------- |
| 1. československá fotbalová liga 1974/75 | 2      | 0    | 33     | ZVL Žilina |
| CELKEM                                   | 2      | 0    | 33     |            |